# Laurence Zanchetta
 (novembre 2019).
Si vous disposez d'ouvrages ou d'articles de référence ou si vous connaissez des sites web de qualité traitant du thème abordé ici, merci de compléter l'article en donnant les références utiles à sa vérifiabilité et en les liant à la section « Notes et références ».
Laurence Zanchetta  est une femme politique belge, membre du PS.

## Biographie
Née à La Louvière le 1er août 1972, elle est détentrice d'une licence en journalisme et communication (ULB - 1996). Successivement journaliste-reporter à Radio Contact (1999-2003) et à RTL-TVI (2003-2007), elle rejoint la Région wallonne en qualité de porte-parole du Service Public de Wallonie (SPW Mobilité et Infrastructures) en septembre 2009.

## Carrière politique
- Députée fédérale du 20 juin 2019 au 10 juillet 2024.
- Échevine à La Louvière depuis le 2 décembre 2024